# Verchères—Les Patriotes
Pour les articles homonymes, voir Verchères (homonymie).
Verchères—Les Patriotes est une ancienne circonscription électorale fédérale canadienne située au Québec.
La circonscription longe le fleuve Saint-Laurent à l'est de Montréal dans la région québécoise de Montérégie. Elle est constituée de la MRC de Lajemmerais, la partie nord de la MRC de La Vallée-du-Richelieu et la partie nord de la ville de Boucherville.
Les circonscriptions limitrophes étaient Bas-Richelieu—Nicolet—Bécancour,  Saint-Hyacinthe—Bagot, Chambly—Borduas, Saint-Bruno—Saint-Hubert, Longueuil—Pierre-Boucher, La Pointe-de-l'Île, Repentigny et Berthier—Maskinongé.
Elle possède une population de 89 209 dont 74 053 électeurs sur une superficie de 687 km². 
La dernière députée a été Sana Hassainia; élue sous la bannière du Nouveau Parti démocratique le 2 mai 2011, elle a siégé comme indépendante entre le 20 août 2014 et l'élection fédérale canadienne de 2015

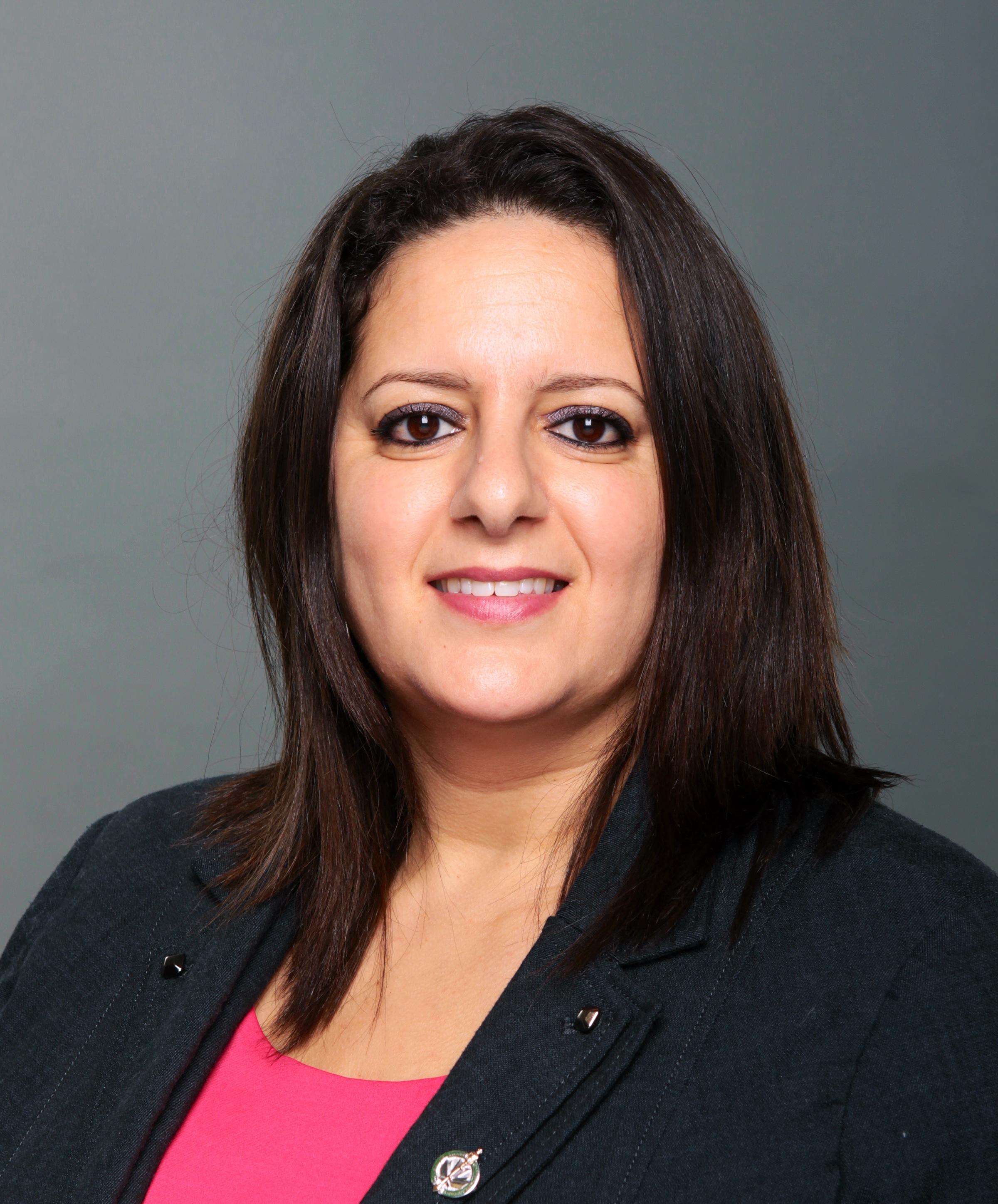
Sana Hassainia

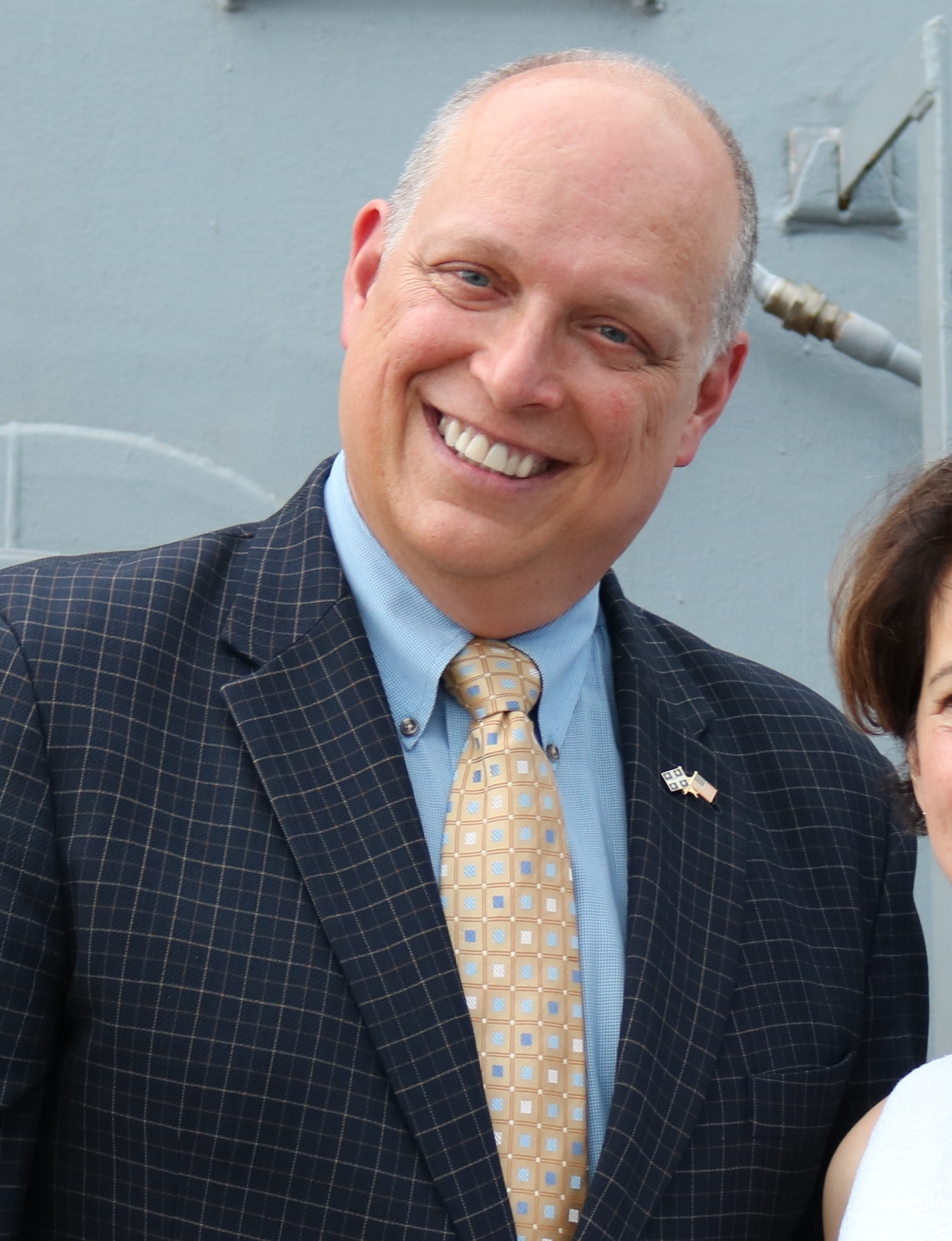
Stephane Bergeron

## Historique
De 1976 à 1998, le nom de la circonscription était Verchères. Toutefois, le nom fut changé pour Verchères--Les Patriotes en 1998. La circonscription a été créée en 1976 à partir de secteurs des circonscriptions défuntes de Chambly et de Saint-Hyacinthe. La circonscription a disparu lors du redécoupage électoral de 2013.
| Législature                                                          | Années    | Député | Député            | Parti politique            |
| -------------------------------------------------------------------- | --------- | ------ | ----------------- | -------------------------- |
| Verchères issue de Chambly et Saint-Hyacinthe                        |           |        |                   |                            |
| 31e                                                                  | 1979–1980 |        | Bernard Loiselle  | Libéral                    |
| 32e                                                                  | 1980–1984 |        | Bernard Loiselle  | Libéral                    |
| 33e                                                                  | 1984–1988 |        | Marcel Danis      | Progressiste-Conservateur  |
| 34e                                                                  | 1988–1993 |        | Marcel Danis      | Progressiste-Conservateur  |
| 35e                                                                  | 1993–1997 |        | Stéphane Bergeron | Bloc québécois             |
| 36e                                                                  | 1997–2000 |        | Stéphane Bergeron | Bloc québécois             |
| Verchères—Les Patriotes                                              |           |        |                   |                            |
| 37e                                                                  | 2000–2004 |        | Stéphane Bergeron | Bloc québécois             |
| 38e                                                                  | 2004–2006 |        | Stéphane Bergeron | Bloc québécois             |
| 39e                                                                  | 2006–2008 |        | Luc Malo          | Bloc québécois             |
| 40e                                                                  | 2008–2011 |        | Luc Malo          | Bloc québécois             |
| 41e                                                                  | 2011–2014 |        | Sana Hassainia    | Nouveau Parti démocratique |
| 41e                                                                  | 2014–2015 |        | Sana Hassainia    | Indépendante               |
| Dissoute parmi Pierre-Boucher—Les Patriotes—Verchères et Montarville |           |        |                   |                            |

## Résultats électoraux
|       | Candidat                   | Parti          | # de voix | % des voix |
|       | Rodrigo Alfaro             | Conservateur   | +04 884,  | 8,63 %     |
|       | (x) Luc Malo               | Bloc québécois | +20 593,  | 36,38 %    |
|       | Pier-Luc Therrien-Péloquin | Libéral        | +05 352,  | 9,46 %     |
|       | Sana Hassainia             | NPD            | +24 514,  | 43,31 %    |
|       | Thomas Lapierre            | Vert           | +01 259,  | 2,22 %     |
| Total | Total                      | Total          | 56 602    | 100 %      |

|       | Candidat          | Parti          | # de voix | % des voix |
|       | Benoît Dussault   | Conservateur   | +07 742,  | 14,26 %    |
|       | (x) Luc Malo      | Bloc québécois | +27 602,  | 50,85 %    |
|       | François Fournier | Libéral        | +08 871,  | 16,34 %    |
|       | Raphaël Fortin    | NPD            | +08 388,  | 15,45 %    |
|       | Annie Morel       | Vert           | +01 679,  | 3,09 %     |
| Total | Total             | Total          | 54 282    | 100 %      |